# 水田除草機
水田除草機（すいでんじょうそうき）は、除草剤に頼らない水田雑草防除の物理的方法で、動力又は人力でイネの条間・株間の除草をする農業機械・農具である。他の防除法としては、布マルチ・再生紙マルチ直播栽培と生物的防除法では合鴨農法・ジャンボタニシ・鯉がある。

## 概要
水田雑草は、田植え後の7～10日で発生するため、初期除草・中期除草・後期除草の3～5回（7～10日毎）は必要である。また多数回による中耕除草増収効果もある。大規模栽培では高能率な乗用型で対応できるが、コスト削減ができる湛水直播栽培では、播種の方法を条播（じょうは）でなく、一定間隔の点播（てんぱ）にしないと株間の除草に対応できない。他の除草剤に頼らない水田雑草防除では耕種的防除法として、深水管理（20cm以上）、2回代かき、冬期湛水、秋期・冬期の耕起、田畑輪換栽培があるので、雑草の種類にあわせた有効な方法を組み合わせる防除法になる。

### 乗用型

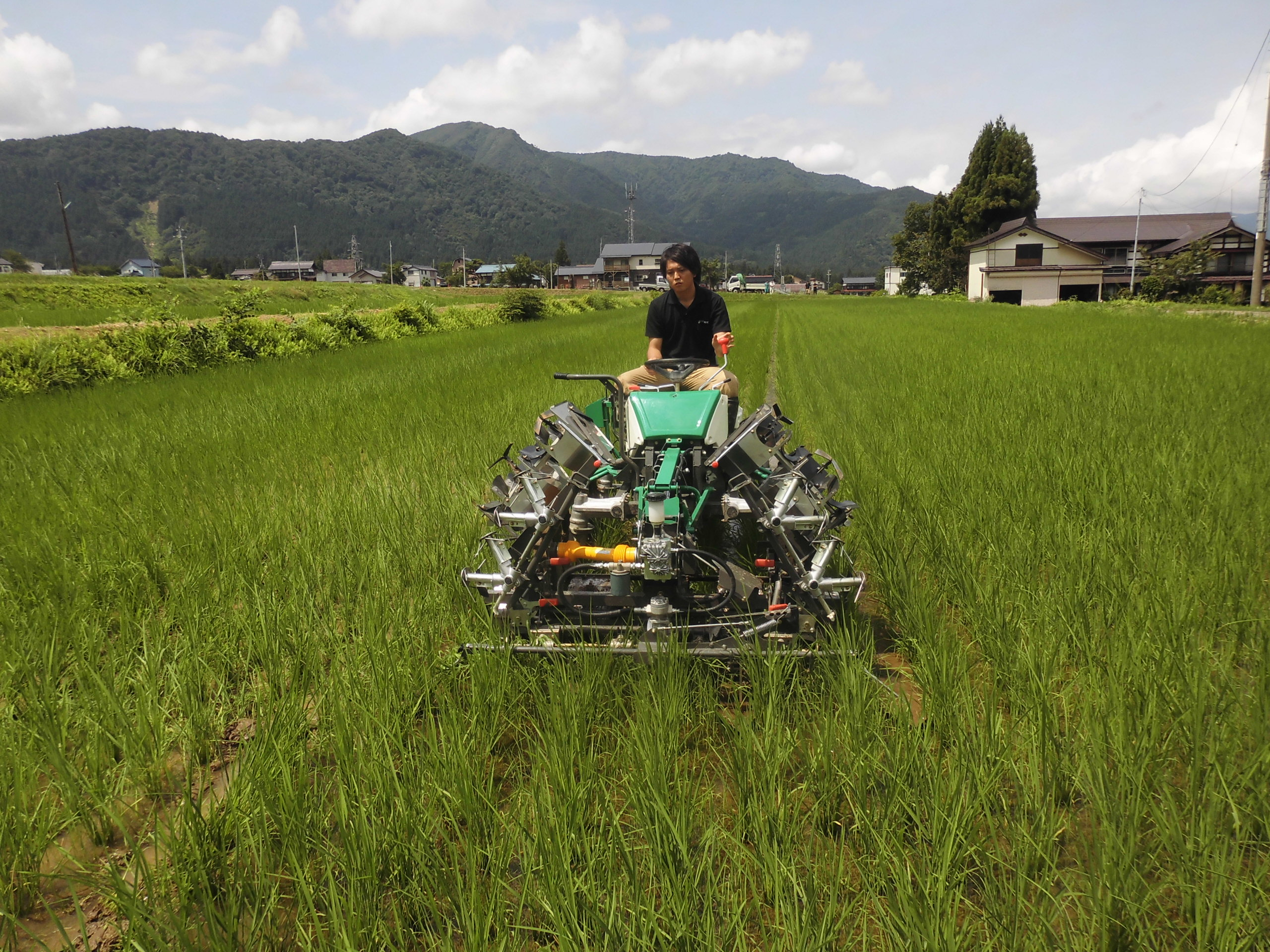
オーレック乗用除草機の実演（2017.7.12）
魚沼コシヒカリ圃場（南魚沼市）

田植機の種類によって、4条・6条・8条用と条間（じょうかん:田植機走行方向の隙間の幅）の区分では、マット苗（30cm）とポット苗用（33cm）の種類がある。乗用型は作業速度（最速1.2m/s）が速く、除草効果も2回で約80%で、旋回時の欠株率も3%以下となっている。作業能率は、歩行型の4倍で4条タイプが約20分/10a（1反）､6条タイプが約14分/10a、8条タイプで約10分/10aと作業負担を軽減している。2017年4月27日、直進キープ機能付田植機、6月16日、自動運転田植機が開発されているので、水田除草機でも対応した実用化が必要である。

### 歩行型
動力（2・3・4条・チェーン）と除草下駄がある。

### 手押型
1条・2条・3条（アルミ製）と草刈機用アタッチメント除草があるが、株間の除草は出来ないタイプである。水田の条間・株間除草対応タイプもある。

### その他
- ラジコン除草ボート[22][23]
- アイガモロボット[24][25][26][27][28]

## 歴史
- 2008年（平成20年）- アイガモロボットの研究が始まる。
- 2012年（平成24年）- 乗用管理機等に搭載する水田用除草装置の開発[29][30]。
- 2017年（平成29年）8月31日 - 除草機構「回転式レーキ」と「除草刃ローター」付の水田除草機（WEED MAN）の開発[31]。
  - 9月14日 - 除草ボート開発の特許公開[32]。
- 2019年（令和元年）4月16日 - 水田除草機WEEDMAN（ウィードマン）が、第31回「中小企業優秀新技術・新製品賞」において、優秀賞を受賞[33][34][35]。
- 2021年（令和3年）6月10日 - 田んぼ「抑草」ロボットを公開[36]。
- 2022年（令和4年）3月 - 山陽熱工業が乗用型田植機に装着する除草機アタッチメント「楽とーる」（4条・6条仕様）を開発、3月に発売を開始する[37][38][39][40][41]。
- 2023年（令和5年）7月9日 - 田植え機装着型除草装置 楽田楽(らくでんがく)を発表[42][43]
- 2024年（令和6年） - 農研機構、有機米デザイン株式会社（現「NEWGREEN」）、東京農工大学、井関農機株式会社が共同で開発した水田用自動抑草ロボット「アイガモロボ」の実証試験が全国36ヵ所で行われる[44]。
- 2025年（令和7年）3月 - アイガモロボを改良した「アイガモロボ2」発売[45]。